# Georges Détré

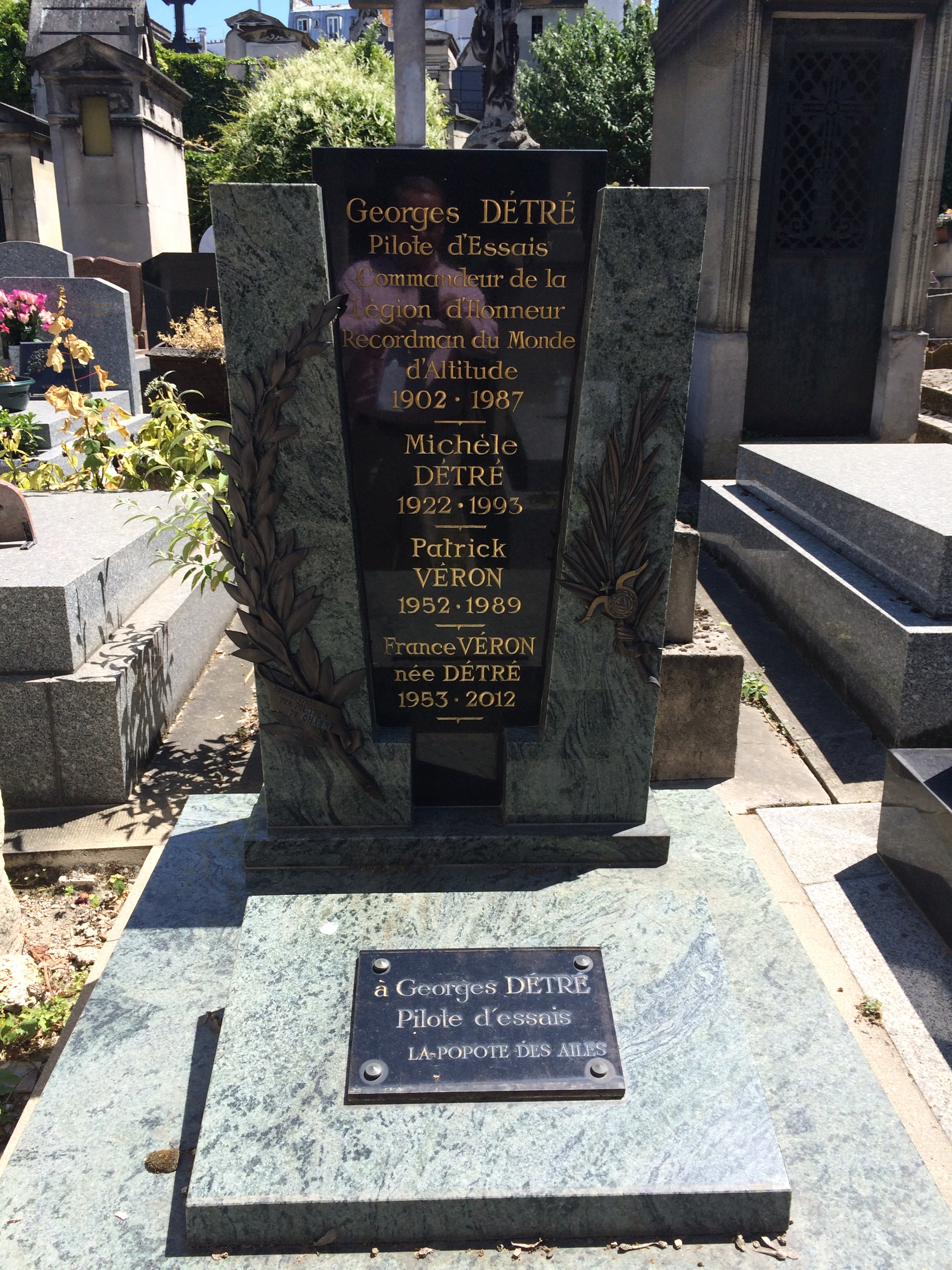
Sépulture de Georges Détré au cimetière de Montmartre (div. 17) à Paris.

Georges Détré, né le 19 juillet 1902 à Paris et mort le 19 avril 1987 à Paris, était un aviateur français, pilote militaire, pilote d'essai et pilote de records. Il a remporté la coupe Deutsch de la Meurthe 1933 et battu deux fois le record du monde d'altitude, en 1936 et 1937.